# Albert F. Nufer
Albert Frank Nufer (Nueva York, 21 de octubre de 1894-Manila, 6 de noviembre de 1956) fue un diplomático estadounidense, que se desempeñó como embajador en El Salvador (1947-1949), en Argentina (1952-1956) y en Filipinas (1956), donde falleció en funciones.

## Biografía
Nació en Nueva York en octubre de 1864. Fue educado en Bremen (Alemania), donde comenzó a trabajar en el consulado estadounidense. Fue vicecónsul en Erfurt (Alemania) en 1916 y en Cienfuegos (Cuba) en 1917.
Como diplomático, se especializó en asuntos comerciales, y de 1931 a 1934 fue agregado comercial en la embajada de Estados Unidos en La Habana (Cuba), siendo luego trasladado al Departamento de Comercio de los Estados Unidos. También fue agregado comercial en Madrid (España).
Entre 1947 y 1949, fue embajador en El Salvador. Encabezó la delegación de Estados Unidos en la Conferencia de la Comisión Económica para América Latina y el Caribe realizada en 1949 en La Habana.
Se desempeñó como embajador en Argentina, entre 1952 y 1956, designado por Harry S. Truman, manteniéndose en el cargo durante los primeros años de la presidencia de Dwight D. Eisenhower. En mayo de 1956, comenzó sus funciones como embajador en Filipinas. En noviembre de ese mismo año, falleció de lo que se describió como una trombosis coronaria en su residencia de Manila.